# Special D
Special D, pseudoniem van Dennis Horstmann (Hamburg, 16 september 1980), is een Duitse dj.
Horstmann komt uit Hamburg en was van jongs af aan al veel met muziek bezig. Vanaf zijn dertiende speelt hij keyboard. Met de single Come with me brak hij eind 2003 door in diverse Europese landen, waaronder Nederland en het Verenigd Koninkrijk. Vervolgens scoorde hij tot 2005 nog een paar hits, zoals Home alone, de JX-cover Nothing I won't do en You.

## Discografie
| Album met eventuele hitnotering(en) in de Nederlandse Album Top 100 | Datum van verschijnen | Datum van binnenkomst | Hoogste positie | Aantal weken | Opmerkingen |
| ------------------------------------------------------------------- | --------------------- | --------------------- | --------------- | ------------ | ----------- |
| Reckless                                                            | 2004                  | 05-06-2004            | 15              | 9            |             |

| Single met eventuele hitnotering(en) in de Nederlandse Top 40 | Datum van verschijnen | Datum van binnenkomst | Hoogste positie | Aantal weken | Opmerkingen             |
| ------------------------------------------------------------- | --------------------- | --------------------- | --------------- | ------------ | ----------------------- |
| Come with me                                                  | 2003                  | 15-11-2003            | 18              | 8            | Dancesmash op Radio 538 |
| Home alone                                                    | 2004                  | 21-02-2004            | 11              | 12           | Dancesmash op Radio 538 |
| Nothing I won't do                                            | 2004                  | 01-05-2004            | 9               | 10           |                         |
| You                                                           | 2004                  | 06-11-2004            | 26              | 6            |                         |
| Reckless                                                      | 2005                  | -                     |                 |              | #51 in de NL Top 100    |
| Here I am                                                     | 2005                  | -                     |                 |              |                         |

- Gemeinsame Normdatei: 135308828
- International Standard Name Identifier: 0000 0000 5874 3705
- MusicBrainz: 7051cfa2-0d1a-4d03-8e5f-9557cd2e42b4
- Virtual International Authority File: 80099112
- WorldCat: E39PBJcr8D6pfW74jr9QVYDTHC